# Instituto de Psicologia da Universidade de São Paulo
O Instituto de Psicologia (IP) é uma das unidades da Universidade de São Paulo. Está localizado na Cidade Universitária Armando de Salles Oliveira, no campus da cidade de São Paulo.

## História
O curso de graduação em psicologia surgiu na Universidade de São Paulo por ocasião de sua fundação como uma das cadeiras do curso de Filosofia, na extinta Faculdade de Filosofia, Ciências e Letras (FFCL), fundada pela missão francesa em 1934, com a finalidade de ser o polo centralizador das atividades da então recém-criada Universidade de São Paulo.
O Instituto de Psicologia (IPUSP) foi criado no ano de 1969, pelo Decreto Estadual 52.326, de 16 de dezembro de 1969, que aprovou a reestruturação da Universidade de São Paulo (USP), a entrar em vigor a partir de 1970, instituindo novas unidades universitárias.

## Docentes ilustres
- César Ades
- Ecléa Bosi

## Biblioteca Dante Moreira Leite
Biblioteca Dante Moreira Leite